# 外周髓磷脂蛋白22
外周髓磷脂蛋白22（英語：Peripheral myelin protein 22，缩写PMP22，也称为生长停滞特异性蛋白3，缩写GAS-3）是人类PMP22基因编码的蛋白。PMP22的突变引起外周髓磷脂蛋白22表达的改变，导致严重的神经病。
PMP22是分子量2万2千道尔顿由160氨基酸残基组成的跨膜糖蛋白，主要表达在許旺細胞和周围神经系统。